# Andreas Ilves
Andreas Ilves (* 28. April 2000) ist ein estnischer Nordischer Kombinierer.

## Werdegang
Andreas Ilves debütierte am 9. und 10. Januar 2016 in Høydalsmo im Continental Cup, wo er den 55. und 57. Platz belegte. Seitdem folgen regelmäßig weitere Starts. Seine erste Top-30-Platzierung und damit zugleich seine ersten Continental-Cup-Punkte erreichte er mit einem 29. Platz bei den Wettbewerben in Steamboat Springs, Colorado im Dezember 2017.
Am 19. und 20. August 2017 debütierte Ilves in Oberwiesenthal im Grand Prix, verpasste mit Platz 49 im Einzelwettbewerb jedoch den Finaldurchgang. Am 13. Januar 2018 erfolgte mit Ilves Start im Team-Sprint von Val di Fiemme zugleich sein Debüt im Weltcup, wo er gemeinsam mit Han-Hendrik Piho den 19. und vorletzten Platz belegte. In beiden Wettbewerben geht Ilves seitdem häufiger an den Start, eine Top-30-Platzierung konnte er jedoch bislang nicht erreichen (Stand März 2020).
Bei den Estnischen Sommer-Meisterschaften 2018 in Otepää gewann Ilves im Mannschaftswettbewerb zusammen mit Kevin Maltsev und Kristjan Ilves die Goldmedaille.
Ilves startete zudem bei den Olympischen Jugend-Winterspielen 2016 in Lillehammer sowie den Nordischen Junioren-Skiweltmeisterschaften 2016 in Râșnov, 2017 in Soldier Hollow, Utah, 2018 in Kandersteg, 2019 in Lahti und 2020 in Oberwiesenthal, erreichte jedoch jeweils keine vorderen Platzierungen.

## Statistik

### Continental-Cup-Platzierungen
| Saison  | Platz | Punkte |
| ------- | ----- | ------ |
| 2017/18 | 108.  | 002    |